# Le Val d'Ocre
Le Val d'Ocre é uma comuna francesa na região administrativa da Borgonha-Franco-Condado, no departamento de Yonne. Estende-se por uma área de 29.47 km². Em 2010 a comuna tinha 567 habitantes (densidade: 19,2 hab./km²).
Foi criada em 1 de janeiro de 2016, a partir da fusão das antigas comunas de Saint-Aubin-Château-Neuf e Saint-Martin-sur-Ocre.